# Bitka kod Petrovaradina 1716.
Bitka kod Petrovaradina bila je bitka kršćanskih snaga protiv osmanskih napadača. Zbila se 5. kolovoza 1716. godine. Bio je to zadnji veliki napad Turaka na ove prostore. Oko 150.000 osmanskih vojnika pod vodstvom Damad Ali-paše napalo je ove prostore. Dočekalo ih je 90.000 kršćanskih vojnika pod vodstvom Eugena Savojskog. Odbili su osmanski napad i strahovito ih porazili. Nakon bitke nije zastalo, jer osmanska granica ipak je i dalje bila blizu.
Bitka je bila važna povijesna prijelomnica. Premda je Osmansko Carstvo bilo na uzmaku i prisiljeno već duže vremena na obrambena djelovanja, ova bitka nije bila tek jedna u toj fazi. Pobjedom u ovoj bitci Osmansko Carstvo moglo je preokrenuti tijek ratovanja. Osvajanjem Petrovaradina ostvarili bi im se preduvjeti za ponovnog pokušaja osvajanja Budima, Pešte, Beča, Zagreba i Praga.
1716. je veliki vezir Damat Ali-paša okupio 150.000 osmanskih vojnika kod Beograda. U jezgri vojske bilo je 40.000 janjičara, 20.000 spahija i 10.000 Tatara, zajedno s nešto odmetničke kuručkog konjaništva. Kod Zemuna su prešli Savu koncem srpnja i došli na desnu obalu Dunava prema Srijemskim Karlovcima, na habsburškom teritoriju. Tatari, Moldavci i kuruci ušli su u Transilvaniju, ali transilvanske snage nisu bile protivnik po mjeri Tatarima.
Zapovjednik kršćanskih snaga princ Eugen Savojski odlučio je sraziti se s osmanskim snagama kod Petrovaradina. Dao je izgraditi utvrđenog logora unutar petrovaradinske tvrđave i ondje smjestio carsku vojsku od 83.300 vojnika koji su bili u maršu iz stožera u Futogu. U tvrđavi je bio garnizon od 8000 vojnika. U austrijskoj vojsci bili su hrvatsko i ugarsko pješaštvo te konjaničke regimente od oko 42.000 ljudi, pogranični vojnici iz Vojvodine i pomoćne snage iz Württemberga.
2. kolovoza izbile su prve čarke između carskih i osmanskog konjaništva. Veliki vezir je odmah rasporedio 30.000 janjičara naspram carskih položaja. Iskopali su sapove i počeli granatirati tvrđavu. 
Osmanska vojska je pristigla 3. kolovoza 1716. pred zidine Petrovaradina i opsjela ga. 
Austrijska vojska, pod zapovjedništvom princa Eugena Savojskog jutra 5. kolovoza odgovorila je izlaskom izvan utvrde. Jezgra je tek prešla Dunav preko dva pontonska mosta nakon što su se ulogorili. 
Današnje procjene govore da su osmanske snage navalile s oko 150.000 vojnika, u kojima je bilo i oko 10.000 krimskih Tatara. Nasuprot njih je bila kršćanska carska vojska imala je oko 65.000 vojnika, a s pomoćnim postrojbama "narodne milicije" ukupno je imala oko 90.000 vojnika. Iako uz mnogobrojne vojnike, okončana je u svega nekoliko sati. Napredna vojna saznanja kršćanske civilizacije pobijedila su zaostale vojne nauke jedne orijentalne vojske koja je zaostala na zasadama fanatizma i pljačke pograničnih područja. Princ Eugen razdvojio je osmansko pješaštvo od konjaništva. Carsko konjaništvo je na lijevom krilu potisnulo osmanske spahije konjanike u močvaru koje je tu izgubilo mobilnost. Prepušteni sebi našli su se janjičari u središtu koje je napalo carsko konjaništvo. Razbijena osmanska vojska uspaničila se i pošla povlačiti. Povlačenje je bilo u rasulu. Da bi spriječio raspad svojih vojnih crta osobno se u borbu uključio sami veliki vezir. U jednom trenutku bitke pogodila ga je topovskakugla.  Bitka je bila gotova već poslije 11 sati.
Ishod bitke također je odredio buduće događaje. Poraz nije bio tek neuspjeli napad, nego je bio strahovit. Zbog težine poraza, Osmanlije bi dugo trebalo za ponovo prikupiti toliko za rat sposobne vojske, uvježbanih vojnika, a zaostajanje u sve skupljoj vojnoj tehnologiji dostupnoj samo na Zapadu osiromašeno orijentalno carstvo više nije moglo nadoknaditi. Osmanlijama je Eugen Savojski trajno je zatvorio mogućnost ponovnog osmanlijskog osvajanja ugarskog i hrvatskog Podunavlja.
Bitka se odvila na širokom prostoru oko svetišta Gospe Tekijske upravo na dan Gospe Snježne. Kršćanski zapovjednik princ Eugen mnogo je štovao Mati Božju i u toj je činjenici vidio nedvojben znak Gospine potpore. Uvjeren da je Gospinim zagovorom izvojevana pobjeda nad osvajačem, u znak zahvalnosti darovao je ondašnjoj kapelici Bezgrješnog začeća Blažene Djevice Marije sliku Bogorodice s djetetom – Isusom u naručju, koju je dotada kao svetinju nosio u ratne pohode i pred njom zazivao pomoć s neba za svoju vojsku. Od tada je Snježnoj Gospi posvećena crkva na Tekijama, koja se nalazila na samom poprištu bitke.

## Vanjske poveznice
- Vojna povijest Bitka kod Petrovaradina 1716. godine
- Hrvatska nezavisna lista Održan kolokvij "Bitka kod Petrovaradina 1716. i njeno značenje za povijest Hrvata u Vojvodini"
- YouTube Tomislav Žigmanov-Bitka kod Petrovaradina njeno značenje za povijest Hrvata u Vojvodini
- YouTube Dr. sc. Robert Skenderović-Bitka kod Petrovaradina njeno značenje za povijest Hrvata u Vojvodini